# Sittin’ Up in My Room
A Sittin’ Up in My Room Brandy amerikai énekesnő kislemeze. A dal Az igazira várva (Waiting to Exhale) című film egyik betétdala volt. Az amerikai Billboard Hot 100 slágerlistán a 22. helyre került, ezzel Brandy addigi legsikeresebb dala lett. Az USA-ban platinalemez.

## Videóklip és remixek
A dal videóklipjét Hype Williams rendezte. Brandy egy retró, rajzfilmszerű szobában álmodozik, odalenn buli zajlik, melyen részt vesz az a fiú is, aki tetszik Brandynek (a fiút Donald Faison színész alakítja).

### Hivatalos verziók, remixek
1. Sittin’ Up in My Room (Album version) – 4:52
2. Sittin' Up In My Room (A Cappella) – 5:16
3. Sittin’ Up in My Room (Doug Rasheed Hip Hop Remix) – 4:52
4. Sittinv Up in My Room (Doug Rasheed Hip Hop Remix No Rap)
5. Sittin’ Up in My Room (Doug Rasheed Hip Hop Instrumental) – 4:52
6. Sittin’ Up in My Room (Doug Rasheed Instrumental) – 4:52
7. Sittin’ Up in My Room (Doug Rasheed Remix) – 4:52
8. Sittin’ Up in My Room (Doug Rasheed Remix No Rap)
9. Sittin’ Up In My Room (Radio Edit) – 3:53

## Számlista
CD kislemez (USA)
1. Sittin’ Up in My Room (Doug Rasheed Remix)
2. Sittin’ Up in My Room (Album version)

CD maxi kislemez (Egyesült Királyság)
1. Sittin’ Up in My Room (Radio Edit)
2. Sittin’ Up in My Room (LP Version)
3. My Love, Sweet Love (Patti Labelle; 4:24)

CD maxi kislemez (USA)
1. Sittin’ Up in My Room (Doug Rasheed Remix)
2. Sittin’ Up in My Room (Doug Rasheed Hip Hop Remix)
3. Sittin’ Up in My Room (Doug Rasheed Instrumental)
4. Sittin’ Up in My Room (Doug Rasheed Hip Hop Instrumental)
5. Sittin’ Up in My Room (Album version)

12" maxi kislemez (USA)
1. Sittin’ Up in My Room (Doug Rasheed Remix)
2. Sittin’ Up in My Room (Doug Rasheed Remix Instrumental)
3. Sittin’ Up in My Room (Album Version)
4. Sittin’ Up in My Room (Doug Rasheed Hip Hop Remix)
5. Sittin’ Up in My Room (Doug Rasheed Hip Hop Remix Instrumental)
6. Sittin’ Up in My Room (A Cappella)

Mini CD (Japán)
1. Sittin’ Up in My Room (Brandy)
2. My Love, Sweet Love (Patti Labelle)

## Helyezések
| Slágerlista (1996)                  | Legmagasabb helyezés |
| ----------------------------------- | -------------------- |
| USA Billboard Hot 100               | 2                    |
| USA Billboard Hot R&B/Hip-Hop Songs | 2                    |
| Brit kislemezlista                  | 30                   |
| Svéd kislemezlista                  | 60                   |
| Új-zélandi kislemezlista            | 6                    |